# せつない笑顔
「せつない笑顔」（せつないえがお）は、椎名へきるの1枚目のシングル。
1995年3月8日、ソニー・ミュージックエンタテインメントより発売。2004年9月29日、ソニー・ミュージックレコーズよりマキシ盤で再発売（レーベルは初盤、マキシ盤共にSony Records）。

## 概要
- アルバム「Respiration」には両曲共に収録されているが、「せつない笑顔」は岩崎琢編曲による別音源で収録されている。

## 収録曲
1. せつない笑顔
  - 作詞・作曲：大城光恵、編曲：本田昌生
2. NEVER NEVER
  - 作詞：久和カノン、作曲：松本俊明、編曲：大堀薫
3. せつない笑顔 （オリジナル・カラオケ）